# Kepler-15
Kepler-15, även känd som KOI-128 eller KIC 11359879, är en ensam stjärna i mellersta delen av stjärnbilden Svanen, inom synfältet för Keplerteleskopet. Den har en skenbar magnitud av ca 13,8 och kräver ett kraftfullt teleskop för att kunna observeras. Baserat på parallax enligt Gaia Data Release 3 på ca 1,32 mas beräknas den befinna sig på ett avstånd av ca 2 470 ljusår (ca 759 parsec) från solen. Den rör sig närmare solen med en heliocentrisk radialhastighet av ca -20 km/s.

## Egenskaper
Kepler-15 är en gul till vit stjärna i huvudserien av spektralklass G6 V. Den har en massa av ca 1,02 solmassa, en radie av ca 0,99 solradie och utsänder energi från dess fotosfär motsvarande ca 0,92 gånger solen vid en effektiv temperatur av ca 5 700 K.

## Planetsystem
Kepler-15 omkretsas av en känd planet, Kepler-15b, en het Jupiter berikad på tunga element. Den upptäcktes med transitmetoden 2011.
| Planet | Massa          | Halv storaxel (AE) | Siderisk omloppstid (d) | Excentricitet | Inklination  | Radie          |
| ------ | -------------- | ------------------ | ----------------------- | ------------- | ------------ | -------------- |
| b      | 0,66 ± 0,09 MJ | 0,05714 ± 0,00093  | 4,932782 ± 0,000013     | -             | 87,44 ± 1,5° | 0,96 ± 0,07 RJ |